# Chồn sương
Chồn sương hay còn gọi là chồn Ferret (Danh pháp khoa học: Mustela furo) là một loài chồn đã thuần hóa trong chi Chồn thuộc họ Chồn và bắt nguồn từ nhân nhánh của loài Mustela putorius (Chồn hôi châu Âu). Đây là động vật đã được con người thuần hóa để trở thành vật nuôi. Chồn sương là một loài ăn thịt kích thước vừa phải. Chồn sương có màu lông màu nâu, đen, trắng hoặc lang. Một trong những con mồi của loài chồn này là thỏ, và chúng thường bắt thỏ bằng cách đặt bẫy. Chúng được con người sử dụng làm con vật để săn thỏ góp phần tiêu diệt thỏ hoang.
Để bắt được con mồi, chồn sương, khi phát hiện con thỏ từ xa, chồn sương lăn lộn, co giật, nhảy múa liên tục giống như một con vật bị đốt, hay một con thú hóa điên. Hành động kỳ lạ của chồn sương thu hút sự chú ý của thỏ, khiến chúng nhầm tưởng và mất cảnh giác. Con thỏ không biết rằng con chồn đã tới gần và nó sẽ nhảy chồm lên và cắn chết thỏ để ăn thịt thỏ.
Chồn sương là loài chồn đã được thuần dưỡng để làm cảnh cách đây nhiều năm. Tại Mỹ, số lượng người nuôi chồn làm cảnh chỉ đứng sau số người nuôi chó và mèo. Loài này thông minh trung thành, thể hình và khuôn mặt dễ thương, tính tình hiếu động nghịch ngợm. Chồn sương là loài vật nuôi thích hợp nhất với những người chủ trong thành phố, ngắm nhìn chúng hoạt động đùa nghịch. Với thói quen và trí thông minh và chỉ đi vệ sinh một chỗ cố định vào một khoảng thời gian nhất định.